# Ellen Brook
Ellen Brook är ett vattendrag i Australien. Det ligger i delstaten Western Australia, omkring 230 kilometer söder om delstatshuvudstaden Perth.
I omgivningarna runt Ellen Brook växer i huvudsak blandskog. Runt Ellen Brook är det mycket glesbefolkat, med 3 invånare per kvadratkilometer. Genomsnittlig årsnederbörd är 1 201 millimeter. Den regnigaste månaden är maj, med i genomsnitt 210 mm nederbörd, och den torraste är januari, med 9 mm nederbörd.